# Фрейм (знання)
Фрейм (англ. frame — «каркас», «рамка») — це структура, що описує деякий складний об'єкт або абстрактний образ або модель для представлення деякої концепції (метод представлення знань). Модель містить слоти, визначені фасетами. З такої моделі певної концепції нічого не можна забрати, атрибути моделі можна лише заповнити.
Загальну ідею фреймового способу подання знань сформулював Марвін Мінський (англ. Marvin Minsky) стосовно зорового сприйняття об'єктів. За визначенням М. Мінського, фреймом є один з перспективних видів об'єкта сприйняття, який можна формально представити деякою структурою у вигляді графу. Верхня вершина такого графу відповідає найменуванню об'єкта, а підпорядковані вершини — елементам цього об'єкта, що їх видно спостерігачеві з певної точки. Зміна положення об'єкта відносно спостерігача призводить до формування інших фреймів, оскільки видимими тут можуть бути інші елементи. За думкою автора, елементи, які стають при цьому невидимими, не зникають з пам'яті, а запам'ятовуються, що відображається і в формальному записі нових фреймів. Це має вираз в тому, що між такими елементами та найменуваннями нових фреймів встановлюється зв'язок з поміткою про те, він є неявним. В результаті ті самі елементи можуть повторюватися в різних фреймах. Запропонована автором форма запису фреймів дозволяє не дублювати такі елементи, а використовувати їх як спільні термінали для певної групи фреймів. Група фреймів, що пов'язані між собою, утворює систему.
За уявленням М. Мінського, у довгостроковій пам'яті людини зберігається великий набір систем фреймів, що використовуються, наприклад, під час розпізнання людиною зорових образів. З цією метою в пам'яті активується такий фрейм (або система), який найбільше відповідає гіпотезі про об'єкт сприйняття, що й забезпечує високу швидкість його розпізнання та осмислення.
Така уява про фрейми отримала в подальший розвиток та інтерпретацію. Фрейм зараз, як правило, ототожнюється зі стандартною, стереотипною ситуацією, що включає деяку множину конкретних однорідних ситуацій. Залежно від класу ситуацій розрізняють фрейми візуальних образів, фрейми-сценарії, семантичні фрейми тощо.

## Структура фрейма
Структура фрейма включає три основних типи даних: поняття (назва фрейма), характеристика (назва термінала — вершини нижнього рівня), значення характеристики (заповнювач термінала). У зв'язку з цим можна вважати, що у фреймі реалізовано деякі загальні принципи, що властиві організації баз даних, де як одиниці виділяються об'єкти, характеристики та їхні значення, а також семантичним сіткам, у яких розрізняють абстрактний та конкретний рівень.
Фрейм надає засоби організації знань в слотах, що містять характеристики та структури. В моделі фрейма — це щось на зразок схеми з категоріями і підкатегоріями.
Фрейм — це абстрактний образ для представлення деякого стереотипа сприйняття. Наприклад, згадування слова «кімната» породжує у слухачів образ кімнати: житлове приміщення з чотирма стінами, стелею, підлогою, вікнами та дверима, площею приблизно 6-20 м².
В теорії фреймів такий образ кімнати називають фреймом кімнати, фреймом також називають і формалізовану модель для представлення образу. З такої моделі не можна нічого забрати, але є можливість заповнення певних дірок в атрибутах, таких як кількість вікон, колір стін, висота стелі, покриття підлоги та інше.
Розрізняють фрейми-взірці або прототипи, які зберігаються в базі знань, та фрейми екземпляри, котрі створюють для відображення фактичних ситуацій на основі даних, що надійшли. Модель фрейма є достатньо універсальною, оскільки дозволяє відобразити все різноманіття знань через фрейми структури, які використовуються для позначень об'єктів та понять (позика, заклад, вексель); ролей (менеджер, касир, клієнт); сценаріїв (банкрутство, зібрання акціонерів, святкування уродин); ситуацій (тривога, аварія, робочий режим пристрою) і т. д.

Приклад фрейму.

## Базові елементи фреймів
Слоти визначають атрибути або процедурні знання, пов'язані з його атрибутами, для поняття, представленого фреймом. Кожен слот може містити один або більше фасетів.
Фасети описують тип значень, дозволені значення, число значень та інші властивості значень, яких може набувати слот. Фасети (або їх ще деколи називають підслотами) описують деякі знання або процедури про атрибут в слоті. Фасети можуть мати різну форму:
- Значення. Це є описом атрибута, такий як блакитний, червоний, або жовтий для кольору слота.
- За-замовчуванням. цей фасет використовується, якщо слот порожній, тобто без будь-якого опису. Наприклад, якщо у фреймі автомобіля одне із замовчуваних значень є число коліс автомобіля, яке рівне чотирьом. Це означає, що ми можемо припустити, що машина має чотири колеса, якщо не вказано інакше.
- Діапазон. Діапазон вказує якого типу інформація може з'явитись в слоті (такі як лише цілі значення, два десяткові знаки чи 0..100).
- Демон. Демоном називають процедуру, яка автоматично запускається при виконанні певної умови. Розрізняють кілька типів демонів: if added, if needed, if removed. Демони запускаються при звертанні до певного слота. Так if added запускається, якщо необхідна певна дія, коли значення додається в слот (або знання слота модифікується). If needed запускається тоді, коли не задане знання слота і відбувається звертання до слота. Демон включається тоді, коли необхідна процедура, яке ззовні отримує або обчислює певне знання. If removed запускається при стиранні значення слота.
- Інші слоти можуть містити вказівники та інші фрейми, правила, семантичні мережі або будь-який інший тип інформації.

Більшість систем штучного інтелекту використовують набір фреймів, що з'єднані один з одним певним числом і творять певну ієрархію. Однією з найважливіших властивостей фреймів в таких ієрархіях є наслідування властивостей. Фрейм-нащадок містить фактичні значення атрибутів-слотів, які такі самі, як в батьківському фреймі, який подає загальніший опис сутності.

## Інтернет-ресурси
- Minsky's "A Framework for Representing Knowledge"
- Artificial Intelligence: A Modern Approach Website
- Frame-Based Systems
- The Generic Frame Protocol
- The Protégé Ontology Editor
- Intro Presentation to Frame Languages